# بارباتسه
بارباتسه (به صربی: Barbace) یک منطقهٔ مسکونی در صربستان است که در ترگوویشته واقع شده‌است. بارباتسه ۱۵۴ نفر جمعیت دارد.